# Calliostoma funiculatum
Calliostoma funiculatum is een slakkensoort uit de familie van de Calliostomatidae. De wetenschappelijke naam van de soort is voor het eerst geldig gepubliceerd in 2011 door Ardovini.